# Шишканов Тимофій Михайлович
Тимофій Михайлович Шишканов (рос. Тимофей Михайлович Шишканов; 10 червня 1983, м. Москва, СРСР) — російський хокеїст, лівий нападник.
Вихованець хокейної школи «Спартак» (Москва). Виступав за «Спартак» (Москва), ЦСКА (Москва), «Квебек Ремпартс» (QMJHL), «Нашвілл Предаторс», «Мілвокі Адміралс» (АХЛ), «Сент-Луїс Блюз», «Пеорія Рівермен» (АХЛ), «Витязь» (Чехов), СКА (Санкт-Петербург), «Торпедо» (Нижній Новгород), «Авангард» (Омськ), «Сибір» (Новосибірськ), «Атлант» (Митищі), Амур Хабаровськ, Сочі.
В чемпіонатах НХЛ — 24 матча (3+2).
У складі національної збірної Росії учасник EHT 2007 і 2008. У складі молодіжної збірної Росії учасник чемпіонату світу 2003. У складі юніорської збірної Росії учасник чемпіонату світу 2001.
Досягнення
- Володар Кубка Колдера (2004).